# Грейс Адлер
Грейс Элизабет Адлер-Маркус — вымышленный персонаж, главная героиня американского ситкома «Уилл и Грейс» в исполнении актрисы Дебры Мессинг. Грейс иудейка и, хотя имя Грейс не еврейское, было упомянуто, что её имя на иврите — Рейчел (Дебра Мессинг в реальной жизни также иудейка). Она занимается дизайном интерьеров, живёт в Нью-Йорке со своим лучшим другом Уиллом Труманом.

## Семья
Грейс родилась 26 апреля 1967 года в городе Скенектади, штат Нью-Йорк и взрослея, поддавалась влиянию своей матери Бобби (Дебби Рейнольдс), эксцентричной и очень эмоциональной актрисы. Она часто раздражается от безумных выходок матери, но в то же время понимает, что унаследовала довольно многие черты её характера (как показано в первом появлении Бобби «Непотопляемая Мама Адлер» (1х13) Грейс постоянно ищет внимания своего отца Мартина (Алан Аркин), соперничая со своими сестрами (старшей и младшей), у которых проблем больше, чем у неё самой. По мнению Грейс: Джойс (Сара Рю) умственно отсталая и страдает обжорством; Дженнет (Джина Дэвис) вечно безработная и неразборчива в связях.

## Личные характеристики
Грейс и сама часто бывает эгоистичной и нервной, и обычно это приводит к забавным ситуациям, как например, когда муж спросил её: «Ты же хочешь, чтобы я был счастлив?», она ответила: «Нет, если это влечет за собой негативные последствия». Грейс абсолютно уверена, что окружающие видят в ней сходство с такими рыжеволосыми знаменитостями как Рита Хейворт и Джулия Робертс, что не соответствует действительности и служит причиной для шуток. В одном из эпизодов туристы её неоднократно принимали за Кэти Гриффин.
Внешние характеристики Грейс часто являются предметом шуток. Когда Уилл видит её детские балетные туфли и удивляется насколько они велики, Грейс отвечает, что «выросла с четвёртого размера до восьмого за месяц» и что единственное, что дал её отец, это ступни размером с каноэ. Шутки на тему сомнительной женственности Грейс — одна из постоянных тем сериала. Грейс безумно не любит тратить деньги, она не упустит шанса получить что-нибудь бесплатно или даже украсть. В одной из серий соседка говорит ей: «Есть старая еврейская пословица: Ты дешёвка и твой муж гей!».

## Отношения

### Отношения с мужчинами
Грейс долгое время была неудачлива в любви. Хотя, на протяжении шоу у неё было немало бойфрендов, почти с каждым из них её не удавалось дойти до хэппи-энда. Она даже заслужила репутацию «превратительницы мужчин в геев», поскольку несколько её парней после встреч с ней осознавали свою гомосексуальность, например Уилл и её парень из второго сезона Джош. На этой почве у Грейс развился страх, что это может случиться снова. В одной из сцен Грейс заходит в комнату и видит как Уилл, Джек и её парень Нейт (Вуди Харрельсон) лежат на кровати, Грейс в ужасе произносит: «О нет! Я превратила ещё одного!» В восьмом сезоне она вышла замуж за Джеймса Хэнсона, бойфренда Уилла из Канады, для того, чтобы он мог получить грин-кард. Брак был аннулирован несколько дней спустя, когда Уилл понял, что моральные качества Джеймса далеки от идеала.
Наконец, в 4 сезоне, Грейс повстречала доктора Лео Маркуса и вышла за него замуж 21 ноября 2001 года. Первый брак не продлился долго. Лео изменил Грейс во время своей командировки в Камбоджу по программе Врачи без границ и пара распалась. Но в восьмом сезоне случайная встреча в самолёте привела к беременности Грейс, о которой Лео не знал (Грей не желала портить его отношения с другой девушкой). В финале сериала Лео все-таки возвращается и воспитывает дочь вместе с Грейс.

### Отношения с Уиллом
Лучший друг Грейс с колледжа — Уилл Труман. Собственно их отношениям посвящён весть сериал. Они познакомились на вечеринке в Колумбийском университете, начали встречаться и Уилл даже сделал ей предложение, от страха признаться себе в своей сексуальности. Когда же наконец он открылся Грейс, она настолько сильно обиделась, что не разговаривала с ним целый год. Случайно они столкнулись в продуктовом магазине и помирились, они оставались лучшими друзьями до 8 сезона шоу. Большую часть сериала Грейс и Уилл живут в одной квартире. Они стремятся получить одобрение друг друга во всем: начиная от одежды, заканчивая бойфрендами.

### Грейс и Карен
У Грейс складываются очень необычные отношения с ассистенткой, Карен Уокер, богатой светской алкоголичкой, не выполняющей работу. Тем не менее, Карен очень полезна для Грейс, поскольку оплачивает её медицинскую страховку, отпуска и предоставляет ей свои связи в свете, для продвижения бизнеса. Карен не устает критиковать внешний вид Грейс, особенно часто размер груди и выбор нарядов. Несмотря на все это, с годами Грейс и Карен становятся близкими подругами.